# Ferik (rango militare)
Ferik (turco ottomano: فريق) era un grado militare dell'esercito ottomano che indicava il comandante di una divisione (turco ottomano: firka) ed era pertanto traducibile come generale di divisione. Tuttavia nell'attuale Esercito turco il grado è omologo del generale di corpo d'armata dell'Esercito italiano (turco moderno: Korgeneral) e al Tenente generale degli eserciti occidentali. Il titolo era superiore a Mirliva e inferiore a Birinci Ferik, Orgeneral nel moderno esercito turco.
Il titolo di Ferik è stato abolito con la legge n ° 2590 del 26 novembre 1934 assieme ai titoli ed alle denominazioni di Efendi, Bey e pascià Ağa, Hacı, Hafîz, Molla e altri titoli. Nell'esercito ottomano e nell'esercito turco prima del 1934 esistevano tre gradi di ufficiali generali, mentre dal 1934 esistono quattro gradi di ufficiali generali, con l'istituzione del grado di Brigadier generale (turco moderno: Tuğgeneral) che è il grado più basso tra gli ufficiali generali dell'attuale esercito turco.

## Gradi dell'Esercito ottomano
| Grado   | Ufficiali generali | Ufficiali generali | Ufficiali generali | Ufficiali generali | Ufficiali superiori | Ufficiali superiori | Ufficiali superiori | Ufficiali subalterni | Ufficiali subalterni | Ufficiali subalterni | Ufficiali subalterni |
| ------- | ------------------ | ------------------ | ------------------ | ------------------ | ------------------- | ------------------- | ------------------- | -------------------- | -------------------- | -------------------- | -------------------- |
| Turchia | Müşir              | Ferik-ı Evvel      | Ferik-ı Sani       | Mirliva            | Miralay             | Kaymakam            | Binbaşı             | Kolağası             | Yüzbaşı              | Mülazım-ı Evvel      | Mülazım-ı Sani       |

| Grado   | Sottufficiali e graduati | Sottufficiali e graduati | truppa | truppa |
| ------- | ------------------------ | ------------------------ | ------ | ------ |
| Turchia | Çavuş                    | Onbaşı                   | Azab   | Nefer  |

## Egitto
Il grado era presente nell'esercito egiziano durante la dominazione ottomana e poi durante l'epoca dei chedivè e nel Regno d'Egitto il grado era  Farīq (arabo: فريق) che è rimasto nei gradi dell'esercito egiziano anche dopo la rivoluzione egiziana del 1952 che ha abolito la monarchia e trasformato l'Egitto in una repubblica e che corrisponde al tenente generale degli eserciti NATO. Il grado è superiore a Līwa'ā (arabo: لواء) e inferiore a Farīq 'awwāl, traducibile con colonnello generale, grado che è  riservato al capo di stato maggiore dell'esercito.